# Vilanova i la Geltrú
Vilanova i la Geltrú település Spanyolországban, Barcelona tartományban. Lakosainak száma 70 418 fő (2024). Barcelona felől vonattal megközelíthető a Sant Vicenç de Calders–Barcelona-vasútvonalon.

## Földrajza
Vilanova i la Geltrú Canyelles, Sant Pere de Ribes, Cubelles és Castellet i la Gornal községekkel határos.

## Látnivalók
- Katalán vasúti múzeum[2]

## Testvértelepülések
- Mérignac
- Vila-real

## Népesség
A település lakosságának változását az alábbi diagram mutatja:
| Lakosok száma | 1171 | 13 811 | 17 494 | 25 669 | 44 705 | 59 409 | 65 890 | 65 941 | 67 086 | 70 418 |
|               | 1717 | 1887   | 1936   | 1960   | 1986   | 2004   | 2009   | 2014   | 2019   | 2024   |